# Sankt Jakob im Walde
Sankt Jakob im Walde là một đô thị thuộc huyện Hartberg thuộc bang Steiermark, nước Áo. Đô thị Sankt Jakob im Walde có diện tích 30,25 km², dân số thời điểm cuối năm 2005 là 1110 người.